# Caridina gortio
Caridina gortio is een garnalensoort uit de familie van de Atyidae. De wetenschappelijke naam van de soort is voor het eerst geldig gepubliceerd in 2004 door Cai & Anker.